# Earophila alpestris
Earophila alpestris är en fjärilsart som beskrevs av Neuberger 1904. Earophila alpestris ingår i släktet Earophila och familjen mätare. Inga underarter finns listade i Catalogue of Life.